# Lúcio Júlio César (cônsul em 64 a.C.)
Lúcio Júlio César (em latim: Lucius Iulius Caesar) foi um político da gente Júlia da República Romana eleito cônsul em 64 a.C. com Caio Márcio Fígulo. Era filho de Lúcio Júlio César, cônsul em 90 a.C., e irmão de Júlia, casada com Marco Antônio Crético, os pais de de Marco Antônio. Era aliado de seu primo, o ditador romano Júlio César, foi um dos líderes da facção que tentou evitar a guerra civil entre o Senado e Marco Antônio depois do assassinato de Júlio César.

## Primeiros anos
César começou sua carreira servindo como questor na província romana da Ásia em 77 a.C., provavelmente sob o comando de Terêncio Varrão. Em 69 a.C., foi eleito áugure e, no final de 67 a.C., serviu como pretor. É possível que tenha sido governador da Macedônia entre 71 e 68 a.C..
Em seguida, foi eleito cônsul em 64 a.C. com Caio Márcio Fígulo. Durante seu consulado, vários decretos consulares foram aprovados que limitaram o número de seguidores que poderiam acompanhar os candidatos durante as campanhas eleitorais e tornaram ilegais os colégios e guildas. No ano seguinte, Lúcio e seu primo, o futuro ditador Júlio César, foram nomeados para um comitê de dois membros como duúnviros ("duumviri perduellionis"), com o objetivo de levar o senador Caio Rabírio a julgamento por perduellio (alta traição).
No final do mesmo ano, no momento seguinte à Segunda Conspiração de Catilina, quando o Senado debatia como punir os conspiradores, Lúcio estava entre os consulares que votaram pela pena de morte, mesmo estando seu próprio cunhado, Públio Cornélio Lêntulo Sura, entre os acusados. Em 61 a.C., Lúcio foi nomeado censor, provavelmente com Caio Escribônio Curião.

## Participação na Guerra Civil
Em 52 a.C., Lúcio estava servindo como legado sob seu primo, Júlio César, que, nesta época, já estava na Gália. Como era próprio para um consular, Lúcio foi colocado no governo da Gália Narbonense, comandando 10 000 homens, responsável por assegurar que a revolta de Vercingetórix não se espalhasse para lá. Depois da supressão da revolta, permaneceu como legado até 49 a.C.. Em seguida, Lúcio foi tragado pelos eventos da guerra civil conforme o Senado, sob influência de Catão, o Jovem, exigia que Júlio César entregasse seus exércitos e seu poder de imperium quando seu proconsulado chegou ao fim. Júlio César se recusou e, levando Lúcio consigo, cruzou o Rubicão. Na guerra civil que se seguiu, Lúcio se manteve fiel a Júlio César em sua luta contra a facção aristocrática do Senado ("optimates"). Depois que a maioria do Senado fugiu de Roma, Lúcio permaneceu na capital enquanto Júlio César lutava contra os exércitos senatoriais liderados por Pompeu.

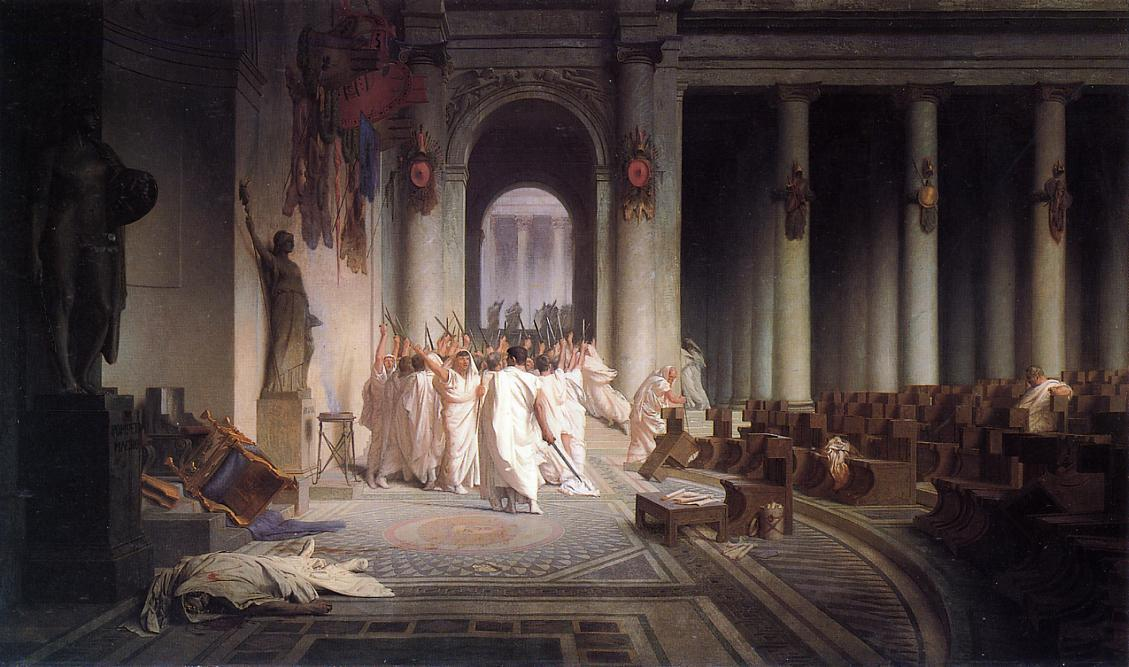
Assassinato de Júlio César. César, sobrinho de Lúcio, era seu principal aliado. Quando ele foi assassinado, ele se aliou à facção pacifista do Senado e tentou reconciliar optimates e populares sem sucesso. Depois de trair sua facção, só foi salvo da morte por intervenção de Júlia, sua irmã e mãe de Marco Antônio, o líder dos populares.
1867. Por Jean-Léon Gérôme, no Museu de Arte Walters.

Durante os próximos dois anos, permaneceu em Roma consolidando o apoio político a Júlio César, enquanto ele lutava na Hispânia, no Epiro e na Grécia. Depois da Batalha de Farsalos, Caio foi nomeado ditador e movimentou algumas de suas legiões veteranas para a Itália. Porém, elas se amotinaram e acabaram obrigando que Marco Antônio, o mestre da cavalaria, deixasse Roma para lidar com a revolta (47 a.C.). Em um movimento sem precedentes, Antônio nomeou Lúcio como prefeito urbano com ordens de manter Roma segura enquanto ele próprio estava ausente. Lúcio, porém, se revelou incapaz de evitar que a cidade entrasse também em revolta.
O assassinato de Júlio César, em 44 a.C., criou uma atmosfera de instabilidade por toda a República Romana. Desesperado para permanecer neutro conforme as disputas entre a facção de César e os chamados liberatores se agravavam, Lúcio se retirou para Neápolis. Esta aposentadoria, contudo, foi breve, pois Lúcio já estava de volta em Roma antes do final do ano. Ele abertamente se juntou à facção senatorial de Cícero, liderando o Senado que buscava recusar a lei agrária de Marco Antônio. Porém, Lúcio não abandonou completamente seu sobrinho, pois opôs-se aos desejos dos mais extremistas de sua facção, que queriam de imediato declarar Antônio inimigo do estado ("hostis rei publicae") apresentando uma proposta ao Senado para que os eventos ocorridos em Mutina deveriam ser considerados um "tumulto" e não uma guerra propriamente dita. Mais do que qualquer outra coisa, buscou evitar outra guerra civil e trabalhou muito para tentar reconciliar as facções em disputa. No início de março de 43 a.C., foi um dos cinco consulares nomeados pelo Senado para formar uma segunda delegação a ser enviada até Marco Antônio com o objetivo de reconciá-lo com Décimo Júnio Bruto Albino. Porém, quando dois consulares decidiram se retirar da delegação (Cícero e Públio Servílio Vácia Isáurico), a delegação foi extinta.
Com este mesmo objetivo, afirmou que havia sido Públio Sulpício e não Caio Cássio Longino nem os cônsules Hírcio e Pansa, como os mais extremistas de seu partido queriam, os responsáveis pela guerra contra Públio Cornélio Dolabela. Seu objetivo era evitar que a tensão chegasse a extremos que impedissem qualquer possibilidade de uma posterior reconciliação, mas, depois da derrota de Marco Antônio em meados de abril, Lúcio foi um dos primeiros a afirmar publicamente que seu sobrinho deveria ser declarado inimigo de Roma, mas pagaria o preço quando o Segundo Triunvirato foi formado. Plutarco descreve o acordo feito entre Otaviano, filho adotivo de Júlio César, Marco Antônio e Lépido, celebrado em uma ilha no meio de um rio, no qual eles dividiram a República como se fosse a sua propriedade por herança, uma "barganha de morte por morte", e comenta que nada poderia ser mais selvagem e cruel do que esta troca. Eles, pelo ódio aos inimigos, abandonaram toda a honra devotada aos parentes e a boa vontade aos amigos.
Para fechar o acordo, cada um deles entregou um aliado: Otaviano entregou Cícero, Antônio, seu tio Lúcio, e Lépido, seu irmão Paulo. Após o assassinato de Cícero, porém, Lúcio Antônio se refugiou com a irmã, e esta, colocando-se na porta do seu quarto, não deixou os assassinos entrarem, dizendo que eles só assassinariam Lúcio Antônio se, antes, a assassinassem, a mãe do triúnviro. Lúcio Antônio foi poupado.
Lúcio ainda estava vivo em 40 a.C., quando as fontes relatam que era um áugure.

## Família
De acordo com o genealogista inglês William Berry, Lúcio Júlio César era de um ramo distante da família de Júlio César na gente Júlia. O pai de Lúcio, também chamado Lúcio, foi cônsul e censor, e o avô deste cônsul e censor foi Sexto Júlio César, que foi embaixador em Abdera. Este embaixador foi filho de Sexto Júlio César, que foi tribuno militar e o trisavô de Júlio César.

Lúcio Júlio César teve pelo menos um filho, também chamado Lúcio Júlio César, que era primo de Marco Antônio. Ele escolheu se juntar à facção dos optimates contra seu pai, seu primo e seu tio (Júlio César) na guerra civil e, depois da Batalha de Tapso, em 46 a.C., acabou morto pelas tropas populares vitoriosas.